# City of Kwinana
Kwinana är en region i Australien. Den ligger i delstaten Western Australia, omkring 31 kilometer söder om delstatshuvudstaden Perth. Antalet invånare är 34 413.
Följande samhällen finns i Kwinana:
- Kwinana
- Parmelia
- Orelia
- Bertram
- Medina
- Wellard
- Wandi
- Hope Valley

Runt Kwinana är det i huvudsak tätbebyggt. Runt Kwinana är det ganska tätbefolkat, med 207 invånare per kvadratkilometer. Genomsnittlig årsnederbörd är 1 018 millimeter. Den regnigaste månaden är maj, med i genomsnitt 176 mm nederbörd, och den torraste är februari, med 9 mm nederbörd.